# Galeria Moràvia de Brno
La Galeria Moravia de Brno (txec: Moravská galerie v Brně) és el segon museu d'art més gran de la República Txeca, creat el 1961 per la fusió de dues institucions més antigues. Està situat en cinc edificis: el Palau Pražák, el Palau del Governador, el Museu d'Arts Aplicades, la Casa Jurkovič i el Museu Josef Hoffmann. Des de 1963 la galeria organitza la Biennal Internacional de Disseny Gràfic de Brno (txec: Mezinárodní bienále grafického designu Brno).

## Palau de Pražák

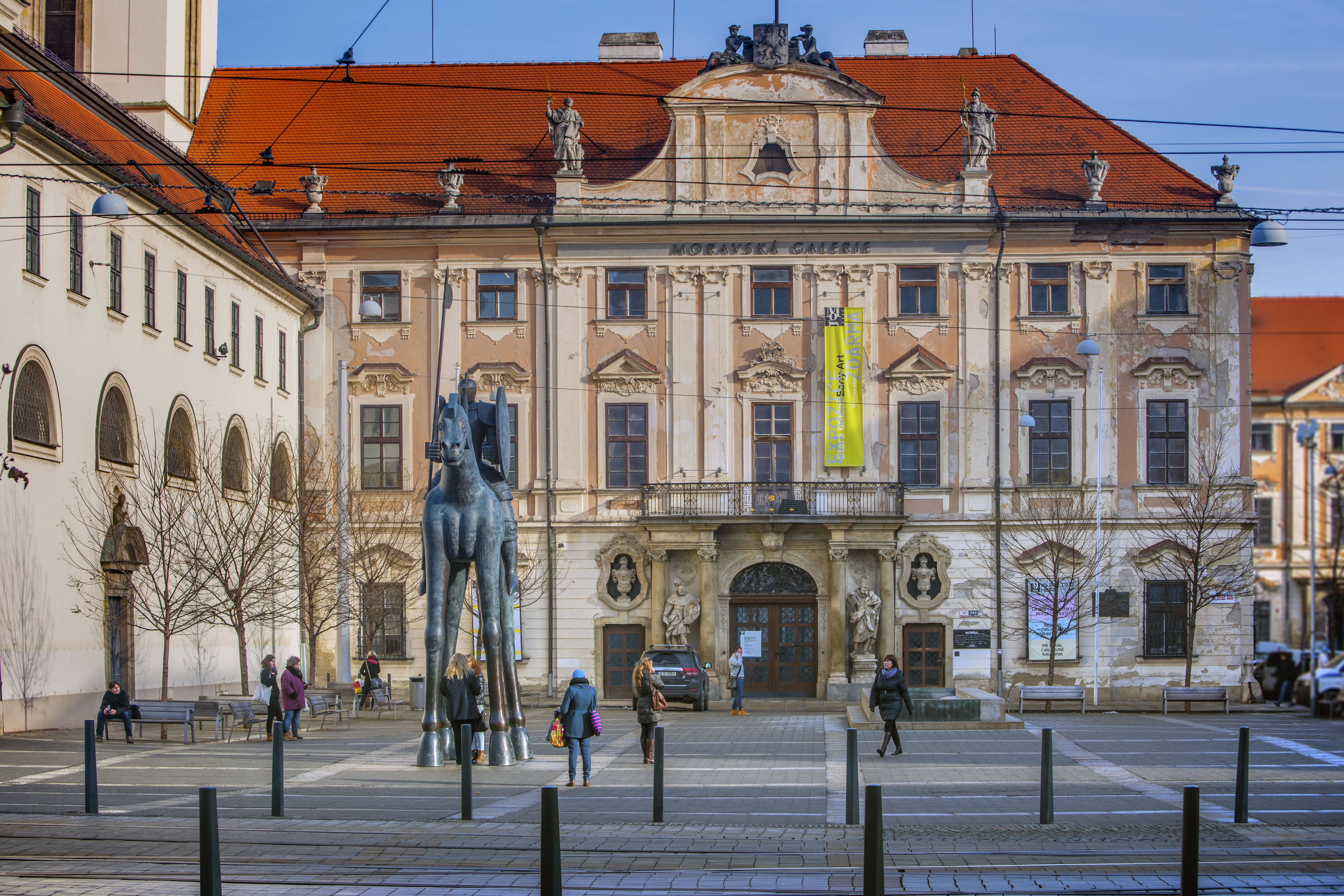
Palau del Governador

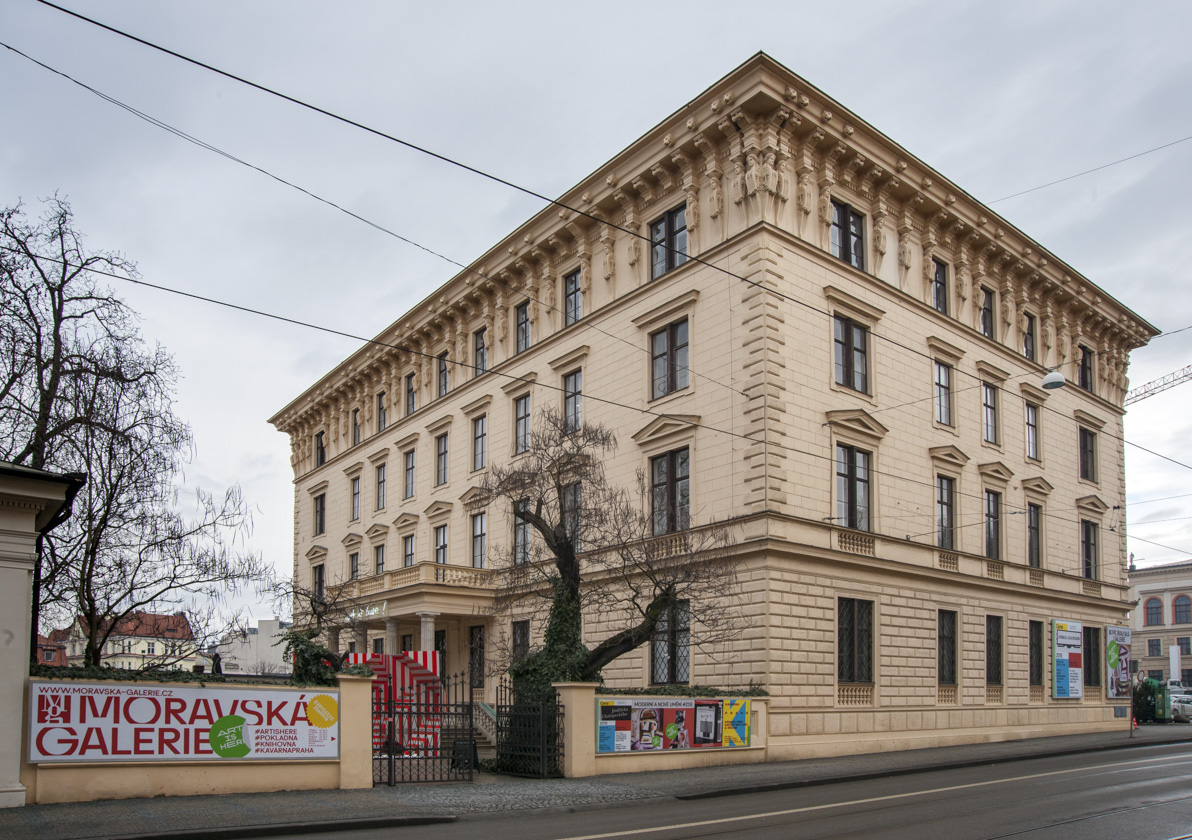
Palau Pražák

El Palau Pražák conté la seu de la Galeria Moravia a Brno. L'edifici va ser dissenyat per Theophil Hansen i construït per al polític de Brno Alois Pražák entre 1873 i 1874. Acull exposicions tant permanents com temporals, així com una biblioteca especialitzada i una sala d'estudi, oberta al públic des de 1883.

## Palau del Governador
En aquest lloc es va construir un monestir agustí a mitjans del segle xiv, però va ser reconstruït substancialment en estil barroc per Moritz Grimm a mitjans del segle xviii. Després de les reformes introduïdes per l'emperador Josep II, l'edifici es va convertir en oficines centrals per al govern local i les autoritats del governador, i es va utilitzar d'aquesta manera fins a la Primera Guerra Mundial. El Palau del Governador acull ara una exposició permanent d'art des del període gòtic fins al segle xix, i una sala barroca de 150 places.

## Museu d'Arts Aplicades

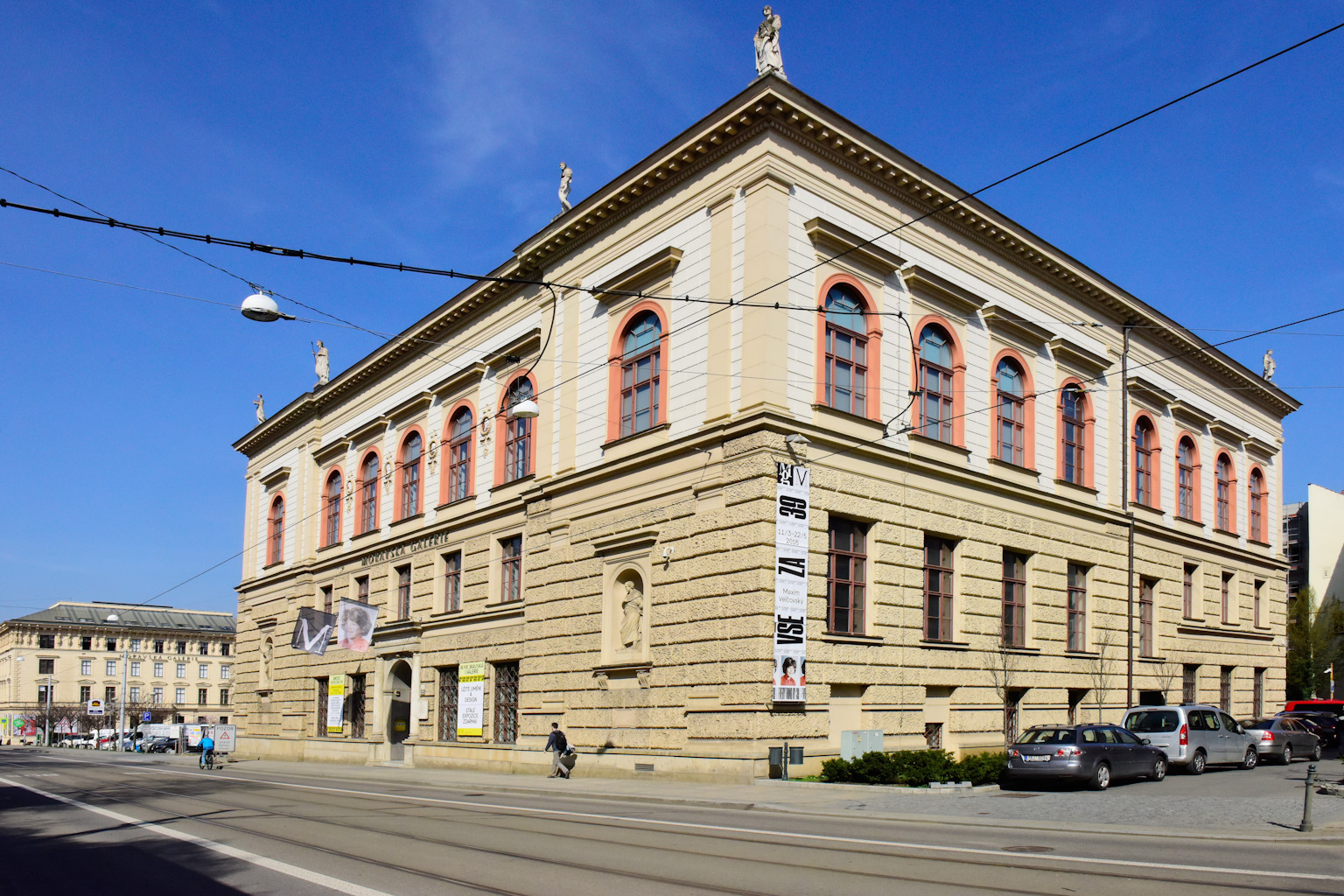
Museu d'Arts Aplicades

Aquest edifici va ser construït expressament l'any 1882 per allotjar el museu d'arts aplicades més antic de Bohèmia i Moràvia, i es va ampliar sis anys més tard. Després de la Segona Guerra Mundial l'edifici va ser reconstruït segons els plànols de l'arquitecte funcionalista Bohuslav Fuchs. Un projecte de restauració es va completar l'any 2001.

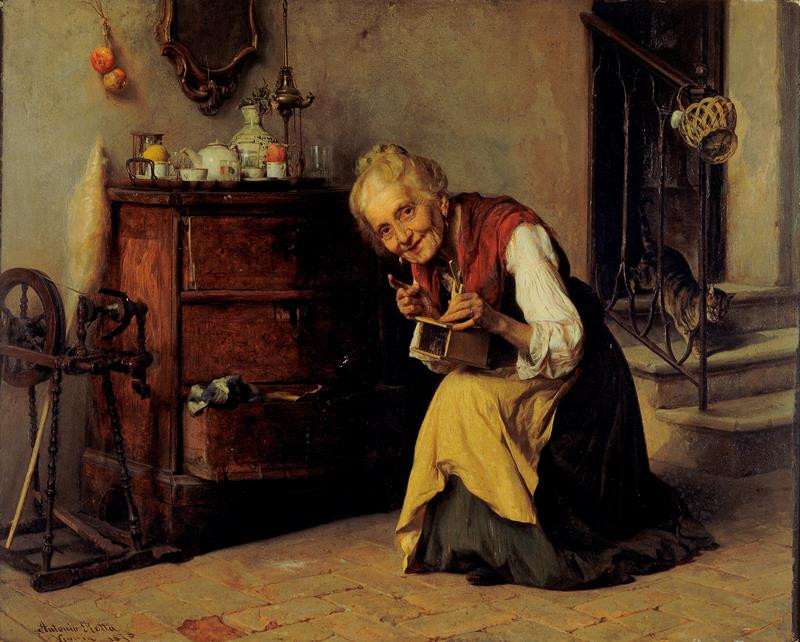
Il topo catturato, Antonio Rotta, 1878

El museu acull una exposició permanent d'arts aplicades des de l'Edat Mitjana fins a l'actualitat, que inclou col·leccions de vidre, ceràmica i porcellana, tèxtils, mobles i articles metàl·lics, així com una sala de conferències de 70 places.

## Casa Jurkovič

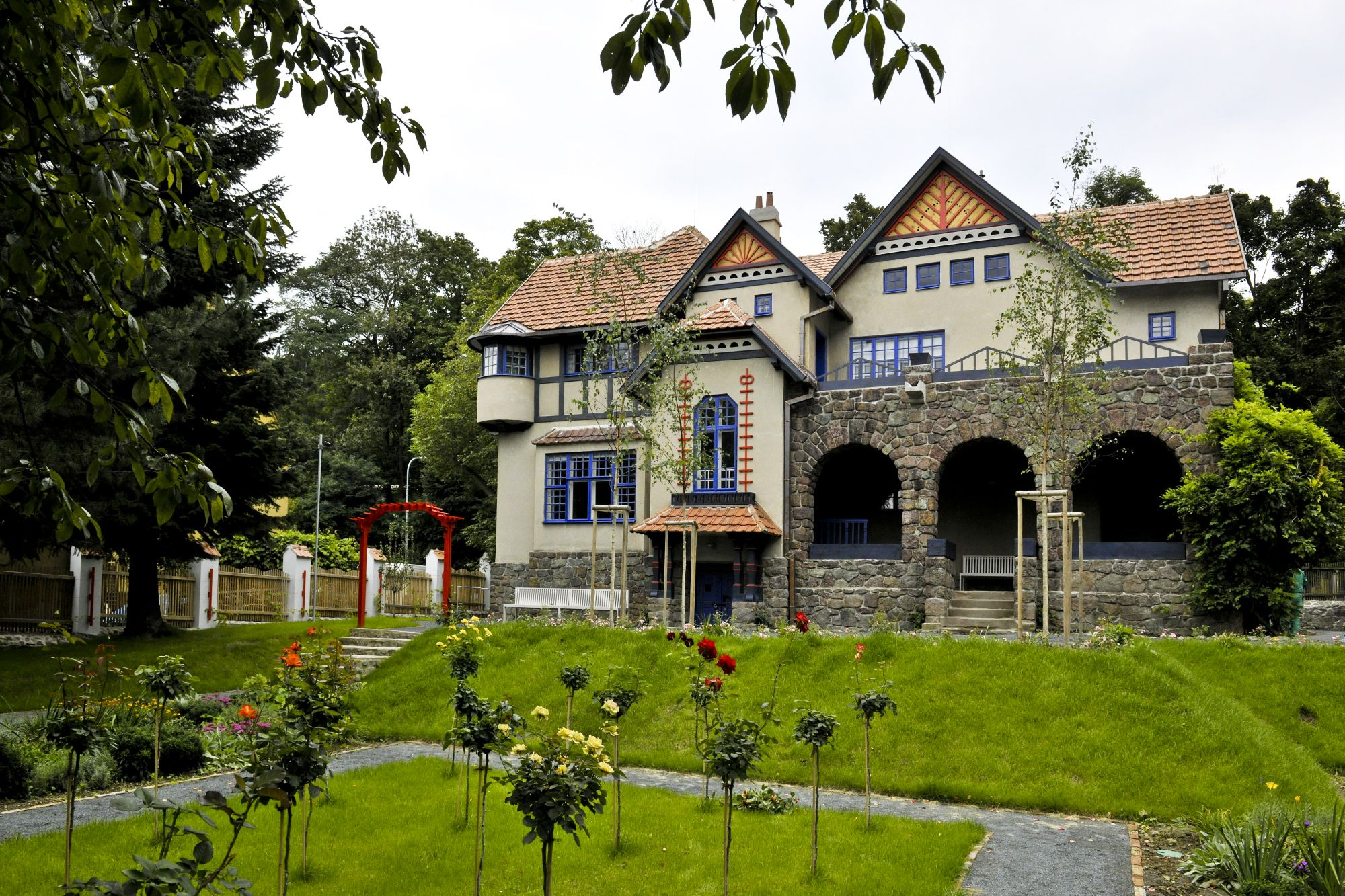
Casa Jurkovič

La vil·la Jurkovič modernista es va construir l'any 1906 i és un exemple clau de l'obra de Dušan Jurkovič a la República Txeca. Està situat a Jana Nečase 2, en un bosc amb vistes al riu Svratka, al poble de Žabovřesky, actualment municipi de Brno. El disseny de Jurkovič es va inspirar en l'moviment Arts and Crafts, combinant un estil d'habitatge tradicional amb elements d'arts lliures i aplicades. La vila consta d'una zona de recepció prop de l'entrada, una zona social a la planta baixa que conté la sala d'exposicions de l'arquitecte, un espai de treball al primer pis i unes habitacions privades a les dues plantes.

## Museu Josef Hoffmann

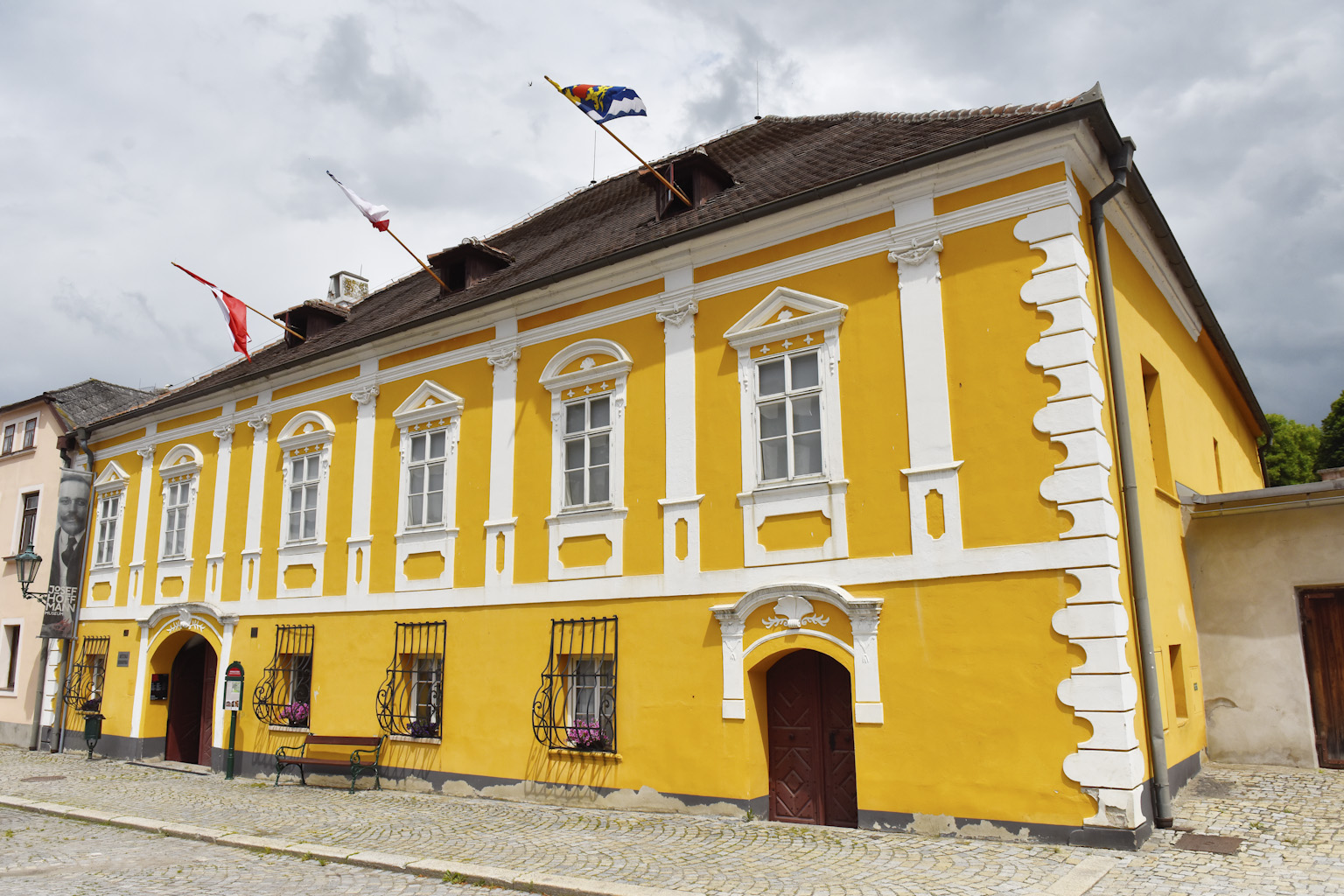
Museu Josef Hoffmann

La casa d'infantesa de l'arquitecte Josef Hoffmann es troba a la part oriental de la plaça de la ciutat de Brtnice, a la regió de Vysočina. L'edifici es va crear unificant dues cases després que havien estat danyades per un incendi el 1760, i va ser propietat de diverses generacions de la família d'Hoffman, inclòs el seu pare, que va exercir com a alcalde de la ciutat durant 36 anys. Hoffman va reformar la casa entre 1907 i 1911 després de la mort dels seus pares.
La casa va ser confiscada l'any 1945 per l'estat, i més tard va caure sota la propietat de la branca local del Partit Comunista. Durant aquest període la casa va caure en mal estat i es van retirar els mobles. Després de 1989, la casa va passar a ser propietat municipal i es van començar les obres de restauració, encarregades als arquitectes de Brno Hrůša & Pelčák i acabades el 2003. La casa és propietat de la ciutat de Brtnice i està sota l'administració de la Galeria Moravia des de l'1 de gener de 2006. El Museu Josef Hoffmann és una branca conjunta de la Galeria Moravia i el Museu d'Arts Aplicades de Viena.